# Thank You, Goodnight: The Bon Jovi Story
Thank You, Goodnight: The Bon Jovi Story är en amerikansk biografisk musikdokumentärserie som hade premiär på Disney+ den 26 april 2024. Första säsongen består av fyra avsnitt. Serien är regisserad av Gotham Chopra.

## Handling
Serien kretsar kring rockbandet Bon Jovi och i serien intervjuas samtliga bandmedlemmar inklusive Richie Sambora som lämnande gruppen 2013.

## Rollista (i urval)
- Jon Bon Jovi
- Richie Sambora
- David Bryan
- Tico Torres
- Hugh McDonald